# Antiga Igreja Católica da Áustria
A Antiga Igreja Católica da Áustria  é a igreja membro austríaca da União de Utrecht das Antigas Igrejas Católicas. Dentro da União de Utrecht, a Velha Igreja Católica da Áustria também tem jurisdição delegada sobre a Velha Igreja Católica da Croácia e outras regiões da antiga Iugoslávia.

## História
Em 1997, a igreja começou a ordenar mulheres. Em 2007, a igreja elegeu como seu chefe o bispo John Okoro, um ex- padre católico romano nigeriano, que se tornou membro da Velha Igreja Católica da Áustria em 1999. Antes de sua eleição, ele foi pároco em Vorarlberg. Ele se aposentou em 2015, e o novo bispo Heinz Lederleitner foi eleito na reunião do Sínodo em Klagenfurt em 24 de outubro de 2015 e consagrado em Viena em 13 de fevereiro de 2016. Após a aposentadoria de Heinz, Maria Kubin foi consagrada como bispa da igreja em 2023.